# St. Pauli (stacja metra)
St. Pauli – stacja metra hamburskiego na linii U3. Stacja została otwarta 25 maja 1912. Znajduje się w dzielnicy St. Pauli.

## Położenie
Stacja St. Pauli jest stacją podziemną. Znajduje się pod Millerntorplatz, na wschód od Reeperbahn. W pobliżu stacji znajduje się Millerntor-Stadion oraz Heiligengeistfeld (tereny gdzie organizowany jest Hamburger Dom).